# Mecasoma validicornis
Mecasoma validicornis – gatunek chrząszcza z rodziny kózkowatych i podrodziny zgrzypikowych. Jedyny przedstawiciel rodzaju Mecasoma.

## Zasięg występowania
Występuje w południowej części Meksyku. Zaobserwowano go w stanach Jalisco i Oaxaca.